# روم‌میت
روم‌میت (انگلیسی: Roommate؛‏ کره‌ای: 룸메이트) یک ریلتی شوی تلویزیونی محصول کره جنوبی است که به عنوان بخشی از لاین‌آپ گود ساندی در شبکه اس‌بی‌اس پخش می‌شد. این برنامه نخستین بار از ۴ مه ۲۰۱۴ پخش شد.
در این برنامه یازده سلبریتی با هم در یک خانهٔ مشترک واقع شده در ناحیه سونگ‌بوک در سئول زندگی می‌کنند و فضاهایی مانند آشپزخانه، اتاق نشیمن و سرویس بهداشتی را با هم به اشتراک می‌گذارند و کارهای خانه را انجام می‌دهند. این خانه دارای شصت دوربین و پنج اتاق خواب است.
شش نفر از یازده هم‌اتاقی اصلی از برنامه جدا شدند و فصل اول روم‌میت در ۱۴ سپتامبر ۲۰۱۴ به پایان رسید. هفت هم‌اتاقی جدید برای فصل دوم به برنامه اضافه شدند و از ۲۱ سپتامبر ۲۰۱۴ پخش شد. با بازگشت برنامه کی-پاپ استار به گود ساندی، برنامه روم‌میت از ۲۵ نوامبر ۲۰۱۴ به‌طور مستقل هر سه‌شنبه ساعت ۲۳:۱۵ (کی‌اس‌تی) پخش شد. فصل دوم به دلیل ریتینگ پایین لغو شد و آخرین قسمت آن در ۱۴ آوریل ۲۰۱۵ پخش شد. تأیید شد که فصل سوم ساخته نخواهد شد.